# Escut d'Albons
L'escut oficial d'Albons té el següent blasonament:
Escut caironat: de sinople, un castell obert d'argent, acostat de 2 estrelles de 8 puntes d'argent, una a cada costat, i sobremuntat d'una espasa d'argent guarnida d'or i d'una palma d'or passades en sautor, l'espasa en banda i per damunt de la palma en barra. Per timbre una corona mural de poble.
Va ser aprovat el 30 d'octubre de 1992 i publicat al DOGC el 13 de novembre del mateix any amb el número 1669.
L'element central és l'antic castell medieval del poble, les dues estrelles a banda i banda són un senyal tradicional i la palma i l'espasa són els atributs del martiri de sant Cugat, patró de la localitat.